# Patricia Spears Jones
Patricia Spears Jones, née en 1951 à Forest City dans l'Arkansas, est une poétesse américaine. Elle est notamment l'auteure de plusieurs recueils de poésie. Patricia Spears Jones a coédité Ordinary Women: Poems of New York City Women.

## Biographie
Originaire de l'Arkansas, Patricia Spears Jones vit à New York, aux États-Unis. En 1973, elle obtient son Bachelor of Arts (licence) auprès du Rhodes College de Memphis dans le Tennessee et en 1992 le Master of Fine Arts (mastère 2) au Vermont College of Fine Arts (en) de  Montpelier dans le Vermont. Jones est une figure importante de la communauté littéraire de New York,,.
Son poème Beuys and the Blonde a été sélectionné pour le Prix Pushcart

## Œuvres (recueils et poèmes publiés à part)
- The Weather That Kills, Coffee House Press, 1er juin 1995, 96 p. (ISBN 9781566890298) ,
- « Saltimbanque: A Work-in-Progress », Callaloo, Vol. 19, No. 4,‎ automne 1996, p. 836-838 (3 pages) (lire en ligne),
- Femme du Monde: Poems, Tia Chucha, 7 juin 2006, 120 p. (ISBN 9781882688319),
- Repuestas!, Belladonna Books, 2007, 9 p. (OCLC 213077304),
- « Wearing My Red Silk Chinese Jacket », Callaloo, Vol. 24, No. 3,‎ été 2001, p. 788-791 (4 pages) (lire en ligne),
- Painkiller: Poems, Tia Chucha, 30 novembre 2010, 76 p. (ISBN 9781882688401),
- Swimming to America, Red Glass Books, 2011, 27 p. (OCLC 827336660),
- A Lucent Fire: New and Selected Poems, White Pine Press, 13 octobre 2015, 240 p. (ISBN 9781935210696),
- « Nia », The New Yorker,‎ 9 mars 2020 (lire en ligne),

## Prix et distinctions
- 1994 : boursière du National Endowment for the Arts (NEA)[6] ,
- 1996 : lauréate du prix d’encouragement des artistes décerné par la Foundation for Contemporary Arts (en)[7],
- 2017 : lauréate du Prix de Poésie Jackson, décerné par le magazine littéraire Poets & Writers[8] ,

## Source
- (en) Cet article est partiellement ou en totalité issu de l’article de Wikipédia en anglais intitulé « Patricia Spears Jones » (voir la liste des auteurs).